# Club Esportiu Santanyí
El Club Esportiu Santanyí és un club de futbol de Santanyí, un municipi de l'illa de Mallorca (Illes Balears). Va ser fundat l'any 1968 i juga al Grup 11è de la Tercera Federació. L'equip juga a l'Estadi Municipal de Santanyí de Santanyí, amb capacitat per 4.000 espectadors.

## Història
Els temps abans de la guerra ja hi havia hagut futbol federat a Santanyí, però amb la guerra l'activitat esportiva es va interrompre totalment. El 5 de juliol de 1942 es va fundar el CD Santanyí, que jugava al camp de l'Acción Católica. La temporada 44-45 es va proclamar campió de Mallorca de tercera categoria. Amb tot, el 1947 el club es donà de baixa a la federació i cessà de competir.
L'any 1949, un grup de joves de Acción Católica reorganitzà el club, que passà a jugar al camp de sa Talaiola fins que, un any més tard, s'inaugurà el camp d'es Pou. El nou club ascendí a Tercera, on jugà de 1954 a 1957. Els anys seixanta, però, cessà de la seva activitat.
No va ser fins a l'any 1968 que es refundà el club i reprengué l'activitat. Va transitar per les categories regionals del futbol mallorquí fins que aconseguí l'ascens a Tercera de cara a la temporada 1981-82. La seva millor època foren les temporades que anaren de 2001 a 2014, 13 temporades consecutives.
Bernat Picó Torres ha estat president durant diverses dècades. La FFIB li va entregar una distinció per la seva trajectoria en el món del futbol. Actualment el president és Tomeu Estelrich Vidal.
La temporada 2007-08 va jugar el play-off d'ascens a Segona B, però va caure contra el CD Mirandés. La temporada següent repetí play-off i, per bé que va superar la primera volta, va caure a la segona contra el Jerez Industrial.
L'agost de 2013, el club arriba a un acord amb MarcadorInt pel patrocini de la samarreta durant la temporada 2013-14.
El 2017 es va cercar un acord de filialitat amb l'Atlètic Balears, però va ser refusat per la Federació Balear.
La temporada 2017-2018 ascendeix a Tercera Divisió, després de passar les tres darreres temporades a Regional Preferent. El novembre de 2017 va destituir Sergio Tiscar i per a contractar el tàndem local Joan Mas Ballester i Damià Barceló.
El 2018 es va aconseguir arribar a un acord de filialitat amb l'Atlètic Balears, que va perdurar durant sis anys.

## Temporades
| - 1968-69: - 1969-70: - 1970-71: - 1971-72: - 1972-73: - 1973-74: - 1974-75: - 1975-76: - 1976-77: - 1977-78: - 1978-79: - 1979-80: - 1980-81: Reg. Preferent (5è) - 1981-82: 3a Divisió (19è) | - 1982-83: Reg. Preferent (2n) - 1983-84: 3a Divisió (19è) - 1984-85: Reg. Preferent (1r) - 1985-86: 3a Divisió (9è) - 1986-87: 3a Divisió (14è) - 1987-88: 3a Divisió (18è) - 1988-89: 3a Divisió (18è) - 1989-90: Reg. Preferent (10è) - 1990-91: Reg. Preferent (17è) - 1991-92: Reg. Preferent (7è) - 1992-93: Reg. Preferent (5è) - 1993-94: Reg. Preferent (8è) - 1994-95: Reg. Preferent (3r) - 1995-96: 3a Divisió (18è) | - 1996-97: Reg. Preferent (13è) - 1997-98: Reg. Preferent (10è) - 1998-99: Reg. Preferent (20è) - 1999-00: Primera Reg. (2n) - 2000-01: Reg. Preferent (1r) - 2001-02: 3a Divisió (6è) - 2002-03: 3a Divisió (12è) - 2003-04: 3a Divisió (2n) - 2004-05: 3a Divisió (10è) - 2005-06: 3a Divisió (9è) - 2006-07: 3a Divisió (10è) - 2007-08: 3a Divisió (4t) - 2008-09: 3a Divisió (3r) - 2009-10: 3a Divisió (6è) | - 2010-11: 3a Divisió (7è) - 2011-12: 3a Divisió (7è) - 2012-13: 3a Divisió (14è) - 2013-14: 3a Divisió (20è) - 2014-15: Reg. Preferent (5è) - 2015-16: Reg. Preferent (2n) - 2016-17: Reg. Preferent (4t) - 2017-18: 3a Divisió (17è) - 2018-19: 3a Divisió (16è) - 2019-20: 3a Divisió |